# Paul Pape
Paul Pape est un acteur, scénariste et producteur américain né le 17 juillet 1952.

## Filmographie

### comme acteur
- 1977 : La Fièvre du samedi soir (Saturday Night Fever) : Double J.
- 1985 : The Dungeonmaster : Police Officer
- 1988 : Gor (voix)
- 1988 : Mission : Sauvetage (The Rescue) (voix)
- 1993 : Relations interdites (Inside Edge) : Paulie
- 1993 : Trois de cœur (Three of Hearts) (voix)
- 1993 : The Last Outlaw (en) (TV) (voix)
- 1996 : Contre-attaque (Jing cha gu shi IV : Jian dan ren wu) (voix)
- 1996 : Killer, journal d'un assassin (Killer : A Journal of Murder) (voix)
- 1998 : Sandman : Dad Golden
- 1998 : La Dernière Preuve (Shadow of Doubt) (voix)
- 2001 : Expédition panda en Chine (China : The Panda Adventure) : Bill Harkness Voice-over (voix)
- 2001 : Comme chiens et chats (Cats & Dogs) : Wolf Blitzer, CNN (voix)
- 2001 : Osmosis Jones : Additional Character Voice (voix)
- 2002 : Moonlight Mile : Bar Voice (voix)
- 2004 : Amour impossible (Life on Liberty Street) (TV) : Broad St. Doctor
- 2005 : Détective (TV) : Father O'Donahue
- 2005 : 3 Rounds : Uncle Joe
- 2005 : Chicken Little : Additional Voices (voix)
- 2006 : Interrogation : Gabe
- 2006 : The Wild : Additional Voice (voix)
- 2008 : Need for Speed: Undercover (jeu vidéo) : Lieutenant Jack M. Keller
- 2021 : The Desperate Hour de Phillip Noyce : le chauffeur Lyft

### comme scénariste
- 2006 : Interrogation

### comme producteur
- 2006 : Interrogation